# 提頓縣 (蒙大拿州)
提頓縣（英語：Teton County）是美國蒙大拿州中西部的一個縣。面積5,938 平方公里。根據美國2000年人口普查，共有人口6,445。縣治秀多。